# Lac Wetetnagami
Pour les articles homonymes, voir Wetetnagami.
Le lac Wetetnagami est un plan d'eau douce traversé par la rivière Wetetnagami, dans la partie Est du territoire de Senneterre (ville), dans la municipalité régionale de comté (MRC) La Vallée-de-l'Or, dans la région administrative de Abitibi-Témiscamingue, dans la province de Québec, au Canada. Ce plan d'eau chevauche les cantons de Labrie et de Moquin.
La foresterie constitue la principale activité économique du secteur. Grâce à la création de la réserve de biodiversité protégée du Lac Wetetnagami, les activités récréotouristiques sont mises en valeur. Ce lac constitue le cœur de cette réserve.
Le bassin versant du lac Wetetnagami est accessible grâce à une route forestière qui passe au Nord du lac et une autre qui passe au Sud près du lac du Cimetière. Sa surface est généralement gelée du début de décembre à la fin avril.

## Géographie
Ce lac d’une longueur de 18,7 km épouse la forme d’un T dont le tronc est cassé et courbé vers la droite.
Le lac Wetetnagami s’approvisionne du côté Est par la rivière Saint-Père ; du côté Ouest, par quelques petits cours d’eau ; et du côté Sud par la rivière Wetetnagami (lac Wewedinagamik).
L’embouchure de ce lac est localisé au fond d’une baie du Nord à :
- 39,4 km au Sud de la confluence de la rivière Wetetnagami et du lac Nicobi ;
- 99,3 km au Nord-Est du centre-ville de Senneterre (ville) ;
- 60,4 km à l’Est du centre du village de Lebel-sur-Quévillon ;
- 73,2 km à l’Ouest du réservoir Gouin[1].

Les principaux bassins versants voisins du lac Wetetnagami sont :
- côté Nord : rivière Wetetnagami, rivière Dazemard, lac Nicobi ;
- côté Est : rivière Saint-Père, rivière Macho, lac Maseres ;
- côté Sud : rivière Wetetnagami ;
- côté Ouest : rivière O'Sullivan, rivière Mégiscane.

## Toponymie
Le toponyme "lac Wetetnagami" a été officialisé le 5 décembre 1968 par la Commission de toponymie du Québec lors de sa création.